# 594 Mireille
Mireille (asteróide 594) é um asteróide da cintura principal com um diâmetro de 9,23 quilómetros, a 1,70772 UA. Possui uma excentricidade de 0,3508507 e um período orbital de 1 558,46 dias (4,27 anos).
Mireille tem uma velocidade orbital média de 18,36355238 km/s e uma inclinação de 32,57724º.
Esse asteróide foi descoberto em 27 de Março de 1906 por Max Wolf.